# Superliga 2024-2025 (Serbia)
La SuperLiga 2024-2025, detta anche Mozzart SuperLiga 2024-2025 per ragioni di sponsorizzazione, è stata la diciannovesima edizione della massima serie del campionato serbo di calcio, iniziata il 19 luglio 2024 e con termine il 25 maggio 2025.
Lo Stella Rossa era la squadra campione in carica, avendo vinto il suo decimo titolo di Superliga (e trentacinquesimo titolo nazionale), e si è riconfermato vincendo il suo undicesimo titolo.

## Stagione

### Novità
Dalla stagione precedente sono state retrocesse le ultime due classificate, Voždovac e Radnik Surdulica, insieme con il Javor Ivanjica, sconfitto negli spareggi promozione-retrocessione. Al loro posto, dalla Prva Liga sono state promosse le prime due classificate OFK Belgrado e Jedinstvo Ub, insieme con il Tekstilac Odžaci, vincitore degli spareggi promozione-retrocessione.

### Formula
Le 16 squadre partecipanti giocano un girone all'italiana con partite di andata e ritorno, per un totale di 30 giornate. Al termine della stagione regolare, le squadre vengono divise in due gruppi: le prime 8 giocano un girone di sola andata, per 7 ulteriori giornate, per il titolo nazionale e le qualificazioni alle competizioni europee, mentre le ultime 8 giocano un altro girone di sola andata per non retrocedere in Prva Liga.
La prima classificata nel girone scudetto è campione di Serbia e si qualifica per la UEFA Champions League 2025-2026, mentre seconda e terza classificate si qualificano per la UEFA Conference League 2025-2026 e la vincente della Kup Srbije 2024-2025 si qualifica per la UEFA Europa League 2025-2026.
Le ultime due classificate del girone per la salvezza vengono retrocesse direttamente, mentre terzultima e quartultima giocano uno spareggio promozione-retrocessione contro due squadre di Prva Liga per due posti in SuperLiga.

## Squadre partecipanti
| Club                | Città        | Stadio                | Stagione precedente    |
| ------------------- | ------------ | --------------------- | ---------------------- |
| Čukarički           | Belgrado     | Stadio Čukarički      | 6º posto in Superliga  |
| Jedinstvo Ub        | Ub           | Stadion Dragan Džajić | 2º posto in Prva Liga  |
| IMT Belgrado        | Belgrado     | Stadio Bojan Majić    | 11º posto in Superliga |
| Mladost Lučani      | Lučani       | Stadio Mladost        | 7º posto in Superliga  |
| Napredak Kruševac   | Kruševac     | Stadio Mladost        | 8º posto in Superliga  |
| Novi Pazar          | Novi Pazar   | Stadio municipale     | 9º posto in Superliga  |
| OFK Belgrado        | Belgrado     | Stadio Omladinski     | 1º posto in Prva Liga  |
| Partizan            | Belgrado     | Stadio Partizan       | 2º posto in Superliga  |
| Radnički Kragujevac | Kragujevac   | Stadio Čika Dača      | 5º posto in Superliga  |
| Radnički Niš        | Niš          | Stadio Čair           | 12º posto in Superliga |
| Spartak Subotica    | Subotica     | Stadio municipale     | 10º posto in Superliga |
| Stella Rossa        | Belgrado     | Stadio Rajko Mitić    | 1º posto in Superliga  |
| Tekstilac Odžaci    | Odžaci       | Odžaci City Stadium   | 4º posto in Prva Liga  |
| TSC Bačka Topola    | Bačka Topola | TSC Arena             | 3º posto in Superliga  |
| Vojvodina           | Novi Sad     | Stadio Karađorđe      | 4º posto in Superliga  |
| Železničar Pančevo  | Pančevo      | Stadio SC Mladost     | 13º posto in Superliga |

## Stagione regolare

### Classifica
|  | Pos. | Squadra             | Pt | G  | V  | N  | P  | GF  | GS | DR  |
|  | ---- | ------------------- | -- | -- | -- | -- | -- | --- | -- | --- |
|  | 1.   | Stella Rossa        | 86 | 30 | 28 | 2  | 0  | 106 | 22 | +84 |
|  | 2.   | Partizan            | 63 | 30 | 18 | 9  | 3  | 58  | 29 | +29 |
|  | 3.   | OFK Belgrado        | 46 | 30 | 13 | 7  | 10 | 40  | 39 | +1  |
|  | 4.   | Radnički Kragujevac | 45 | 30 | 13 | 6  | 11 | 47  | 40 | +7  |
|  | 5.   | Vojvodina           | 42 | 30 | 11 | 9  | 10 | 48  | 40 | +8  |
|  | 6.   | Mladost Lučani      | 42 | 30 | 11 | 9  | 10 | 32  | 35 | -3  |
|  | 7.   | TSC Bačka Topola    | 41 | 30 | 12 | 5  | 13 | 47  | 44 | +3  |
|  | 8.   | Novi Pazar          | 40 | 30 | 11 | 7  | 12 | 46  | 54 | -8  |
|  | 9.   | Čukarički           | 39 | 30 | 10 | 9  | 11 | 37  | 40 | -3  |
|  | 10.  | IMT Belgrado        | 37 | 30 | 10 | 7  | 13 | 37  | 46 | -9  |
|  | 11.  | Železničar Pančevo  | 35 | 30 | 9  | 8  | 13 | 37  | 37 | 0   |
|  | 12.  | Napredak Kruševac   | 35 | 30 | 9  | 8  | 13 | 29  | 40 | -11 |
|  | 13.  | Spartak Subotica    | 34 | 30 | 8  | 10 | 12 | 26  | 40 | -14 |
|  | 14.  | Radnički Niš        | 32 | 30 | 8  | 8  | 14 | 40  | 59 | -19 |
|  | 15.  | Tekstilac Odžaci    | 31 | 30 | 9  | 4  | 17 | 25  | 52 | -27 |
|  | 16.  | Jedinstvo Ub        | 16 | 30 | 4  | 4  | 22 | 22  | 60 | -38 |

## Gruppo scudetto
|                   | Pos. | Squadra             | Pt  | G  | V  | N  | P  | GF  | GS | DR  |
| ----------------- | ---- | ------------------- | --- | -- | -- | -- | -- | --- | -- | --- |
| Serbia (bandiera) | 1.   | Stella Rossa        | 100 | 37 | 32 | 4  | 1  | 123 | 35 | +88 |
|                   | 2.   | Partizan            | 73  | 37 | 21 | 10 | 6  | 73  | 40 | +33 |
|                   | 3.   | Novi Pazar          | 54  | 37 | 15 | 9  | 13 | 60  | 65 | -5  |
|                   | 4.   | OFK Belgrado        | 53  | 37 | 15 | 8  | 14 | 53  | 54 | -1  |
|                   | 5.   | Radnički Kragujevac | 53  | 37 | 15 | 8  | 14 | 60  | 53 | +7  |
|                   | 6.   | Vojvodina           | 53  | 37 | 14 | 11 | 12 | 57  | 49 | +8  |
|                   | 7.   | TSC Bačka Topola    | 50  | 37 | 15 | 5  | 17 | 59  | 58 | +1  |
|                   | 8.   | Mladost Lučani      | 47  | 37 | 12 | 11 | 14 | 38  | 48 | -10 |

Legenda:
      Campione di Serbia e ammessa alla UEFA Champions League 2025-2026.
      Ammessa alla UEFA Champions League 2025-2026.
      Ammessa alla UEFA Europa League 2025-2026.
      Ammessa alla UEFA Conference League 2025-2026.
Regolamento:
Tre punti a vittoria, uno a pareggio, zero a sconfitta.
In caso di arrivo di due o più squadre a pari punti, la graduatoria verrà stilata secondo la classifica avulsa tra le squadre interessate che prevede, in ordine, i seguenti criteri:
- Punti negli scontri diretti.
- Differenza reti negli scontri diretti.
- Differenza reti generale.
- Reti realizzate in generale.
- Sorteggio.

## Gruppo retrocessione
|  | Pos. | Squadra            | Pt | G  | V  | N  | P  | GF | GS | DR  |
|  | ---- | ------------------ | -- | -- | -- | -- | -- | -- | -- | --- |
|  | 9.   | Čukarički          | 49 | 37 | 12 | 13 | 12 | 47 | 49 | -2  |
|  | 10.  | Železničar Pančevo | 49 | 37 | 13 | 10 | 14 | 49 | 43 | +6  |
|  | 11.  | IMT Belgrado       | 48 | 37 | 13 | 9  | 15 | 49 | 55 | -6  |
|  | 12.  | Spartak Subotica   | 44 | 37 | 11 | 11 | 15 | 35 | 51 | -16 |
|  | 13.  | Radnički Niš       | 43 | 37 | 11 | 10 | 16 | 50 | 67 | -17 |
|  | 14.  | Napredak Kruševac  | 42 | 37 | 11 | 9  | 17 | 35 | 48 | -13 |
|  | 15.  | Tekstilac Odžaci   | 31 | 37 | 11 | 4  | 22 | 33 | 65 | -32 |
|  | 16.  | Jedinstvo Ub       | 25 | 37 | 7  | 4  | 26 | 32 | 73 | -41 |

Legenda:
 Spareggi promozione/retrocessione
      Retrocessa in Prva Liga 2025-2026
Note:

Tre punti a vittoria, uno a pareggio, zero a sconfitta.

## Spareggio promozione/retrocessione
| Squadra 1                      | Totale | Squadra 2         | Andata | Ritorno |
| ------------------------------ | ------ | ----------------- | ------ | ------- |
| 28 maggio 2025 / 1 giugno 2025 |        |                   |        |         |
| Mladost GAT                    | 0 - 1  | Napredak Kruševac | 0 - 0  | 0 - 1   |
| Mačva Šabac                    | 0 - 2  | Radnički Niš      | 0 - 0  | 0 - 2   |